# Boris Postovnik
Boris Postovnik (Kraljevo, 17. jun 1972) operski je umetnik, glumac i projektni menadžer u kulturi. Bivši je direktor republičke ustanove Dom kulture Studentski grad na Novom Beogradu.

## Biografija
Rođen 17. juna 1972. godine u Kraljevu, gde završava osnovnu i srednju školu. Interesovanje za horsko pevanje je pokazao vrlo rano i učestvuje u radu nekoliko dečjih ansambala u rodnom gradu. Nakon upisivanja studija započinje i školovanje u Muzičkoj školi Josif Marinković na odseku solo pevanja u klasi prof. Miomire Stanišić Špirić.
Postao je 1999. godine član Hora Obilić AKUD Branko Krsmanović, a od 2000. godine i stalni član Hora opere Narodnog pozorišta u Beogradu i honorarni član hora Radio televizije Srbije. U matičnoj kući odigrao preko 30 naslova i preko 800 predstava i koncerata.
Osnovao je 2005. godine Vokalni ansambl Nokturno sa kojim do danas ostvario preko 200 koncerata različitih žanrova u zemlji i inostranstvu (Hrvatska, Sjedinjene Američke Države, Severna Makedonija, Island, Bosna i Hercegovina...)
Tokom karijere nastupa sa i Srpskim muškim horom kao i sa muškim horom Kir Stefan.
Pored matičnog Narodnog pozorišta nastupa i u Madlenijanumu u produkciji opere Travijata 2005, mjuzikla Les Miserables 2007 i 2012, gde igra lik Bružona (Brujon) i mjuziklu Rebeka 2012. gde igra Frita
U koprodukciji Jugoslovenskog dramskog pozorišta i Budve grada teatra 2007. godine igra lik Pir/Lodoviko Etore De Santorini u predstavi Don Krsto u režiji Vide Ognjenović.
Imenovan je 2016. godine za Ambasdora kongresnog turizma od strane Turističke organizacije Srbije za uspešnu realizaciju 11. evropskog kongresa Međunarodne Federacije Muzičara.
Osnivač je i dugogodišnji predsednik Sindikata muzičkih umetnika kao i delegat Srbije u Međunarodnoj federaciji muzičara (International Federation of Musicians) od 2013. do 2018. godine.
Od 2000. godine snimio je preko 80 reklamnih i muzičkih spotova za domaće i strano tržište.

## Spoljašnje veze
- Boris Postovnik на веб-сајту  (језик: енглески)
- „TV Teatar: Don Krsto”. You Tube. Приступљено 9. 8. 2021.
- „Intervju Boris Postovnik: Osećaj slobode, samostalnosti i ličnog uspeha bio je i ostao “duh Studenjaka””. Novi magazin. Приступљено 9. 8. 2021.